# Selenge, Bulgan
Selenge (tiếng Mông Cổ: Сэлэнгэ) là một sum của tỉnh Bulgan ở miền bắc Mông Cổ. Vào năm 2009, dân số của sum là 3.271 người.

## Địa lý
Sum có diện tích khoảng 4.900 km2. Trung tâm sum, Ingegtolgoi, nằm cách tỉnh lỵ Bulgan 131 km và thủ đô Ulaanbaatar 400 km.

### Khí hậu
Selenge có khí hậu cận Bắc Cực. Nhiệt độ trung bình hàng năm ở khu vực này là 2 °C. Tháng ấm nhất là tháng 7, khi nhiệt độ trung bình là 22 °C và lạnh nhất là tháng 1, với -22 °C. Lượng mưa trung bình hàng năm là 469 mm. Tháng nhiều mưa nhất là tháng 8, với lượng mưa trung bình 107 mm và khô nhất là tháng 2, với lượng mưa 2 mm.

## Kinh tế
Sum có một trường học, bệnh viện, cơ sở du lịch và viện bảo tàng.